# Водецкий, Збигнев
Зби́гнев Стани́слав Воде́цкий (пол. Zbigniew Stanisław Wodecki, 6 мая 1950 года — 22 мая 2017 года) — польский музыкант, певец, композитор, актёр и телеведущий.

## Биография
Водецкий родился 6 мая 1950 года в гмине Годув в Польше. В возрасте пяти лет начал заниматься скрипкой. С конца 1960 года начал сотрудничать с кабаре «Подвал под баранами» и певицей Эвой Демарчик. В 1972 году, на Национальном фестивале польской песни в Ополе, прошёл дебют Водецкого как певца. Наиболее известные песни Водецкого — Chałupy Welcome To, Lubię wracać tam, gdzie byłem, Z Tobą chcę oglądać świat (дуэт с Здзиславой Сосницка) и Zacznij od Bacha, а также польские версии ряда саундтреков — Пчёлка Майя и Оленёнок Рудольф. В 1980-х выступал в кабаре совместно с Зеноном Ласковиком. Он участвовал в качестве судьи на двенадцати первых сезонах польской версии передачи «Танцы со звёздами», Taniec z gwiazdami.
В 2014 году Водецкий объявил о том, что у него фибрилляция предсердий и хроническая обструктивная болезнь лёгких. 5 мая 2017 года Водецкий перенёс операцию коронарного шунтирования в частной клинике. Спустя 3 дня в результате осложнений у него случился сильный инсульт, и он был переведён на интенсивную терапию в Центральный клинический госпиталь Министерства внутренних дел и администрирования Польши, где 22 мая 2017 года скончался.

## Личная жизнь
У Водецкого и его жены, Кристины, было трое детей: Йоанна, Катажина и Павел. Они с семьёй проживали в Лазиске, Годув, Водзиславский повят, а сам Водецкий являлся почётным гражданином гмины Годув. Водецкий известен поддержкой ЛГБТ-сообщества.